# Barousse (formatge)
El barousse és un formatge de pasta premsada no cuita elaborat amb llet de vaca a la vall de Barousse, Alts Pirineus, a França.
Té aspecte casolà. El sabor varia segons la llet sigui de vaques que pasturen a la primavera i estiu o que mengen farratge a l'hivern. És un formatge fermier de gust fort i affinage mínim d'un mes i mig. Durant les dues primeres setmanes de madurat es renta, seca i gira cada dia.